# Toaster Nsabata
Toaster Nsabata (ur. 24 listopada 1993 w Chingoli) – zambijski piłkarz grający na pozycji bramkarza. Od 2023 jest zawodnikiem klubu Zanaco FC.

## Kariera klubowa
Swoją karierę piłkarską Nsabata rozpoczął w klubie Nchanga Rangers. W sezonie 2013 zadebiutował w jego barwach w pierwszej lidze zambijskiej. W 2015 przeszedł do Zanaco FC. W sezonie 2015 wywalczył z nim wicemistrzostwo, a w sezonie 2016 - mistrzostwo Zambii. W sezonie 2020/2021 ponownie został wicemistrzem Zambii.
Latem 2022 Nsabata przeszedł do południowoafrykańskiego Sekhukhune United FC. Swój debiut w nim zanotował 18 września 2021 w przegranym 0:1 wyjazdowym meczu z Baroka FC.
Latem 2023 Nsabata wrócił do Zanaco FC.

## Kariera reprezentacyjna
W reprezentacji Zambii Nsabata zadebiutował 28 listopada 2013 w zremisowanym 1:1 meczu Pucharu CECAFA 2013 z Tanzanią, rozegranym w Machakos. W 2024 roku powołano go do kadry na Puchar Narodów Afryki 2023. Nie rozegrał w nim żadnego meczu.